# 松山市立図書館
松山市立図書館（まつやましりつとしょかん）は、愛媛県松山市にある公共図書館の総称。松山市総合コミュニティセンター内にある松山市立中央図書館、松山市立三津浜図書館、松山市立北条図書館、松山市立中島図書館の4図書館と移動図書館からなる。

## 特色
2017年（平成29年）8月1日にはFacebookアカウントを開設した。ビブリオバトルを推進しており、2020年（令和2年）には「Bibliobattle of the Year 2020」を受賞した。2020年（令和2年）11月には松山市の姉妹都市であるドイツ・フライブルク市から寄贈された公衆電話ボックスが「図書館除籍本リサイクルボックス」として設置された。

## 各館

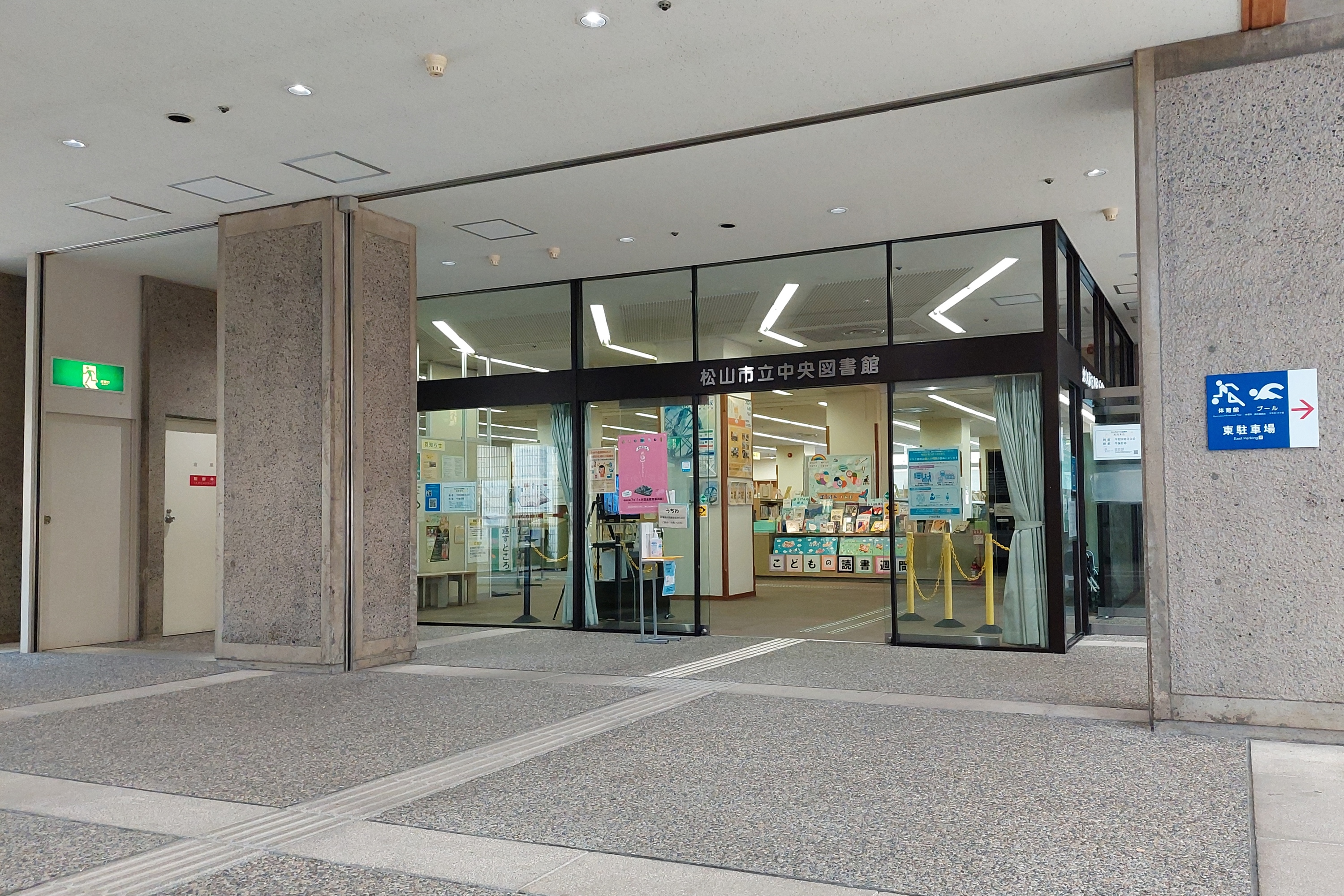
松山市立中央図書館入口

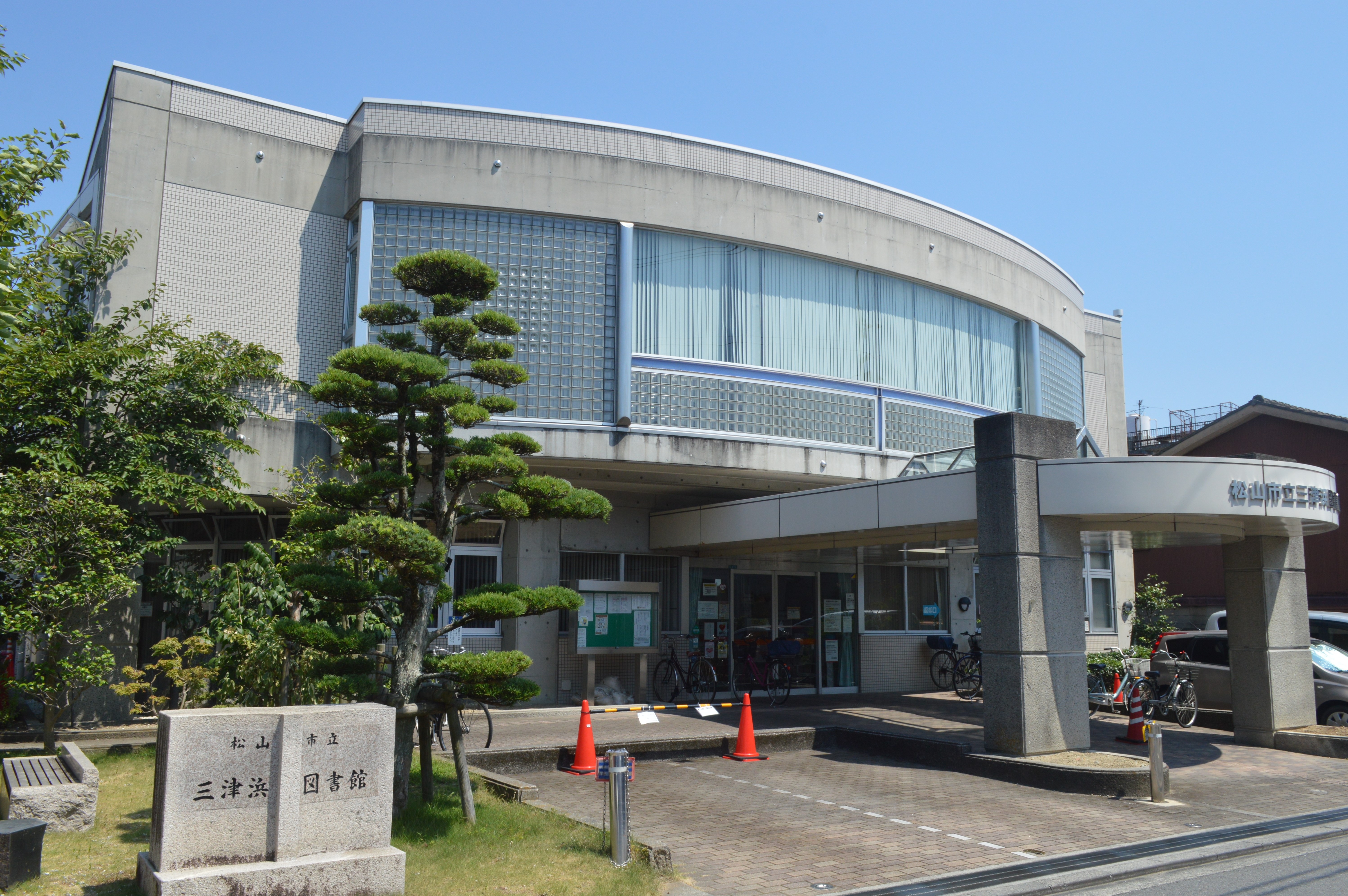
松山市立三津浜図書館

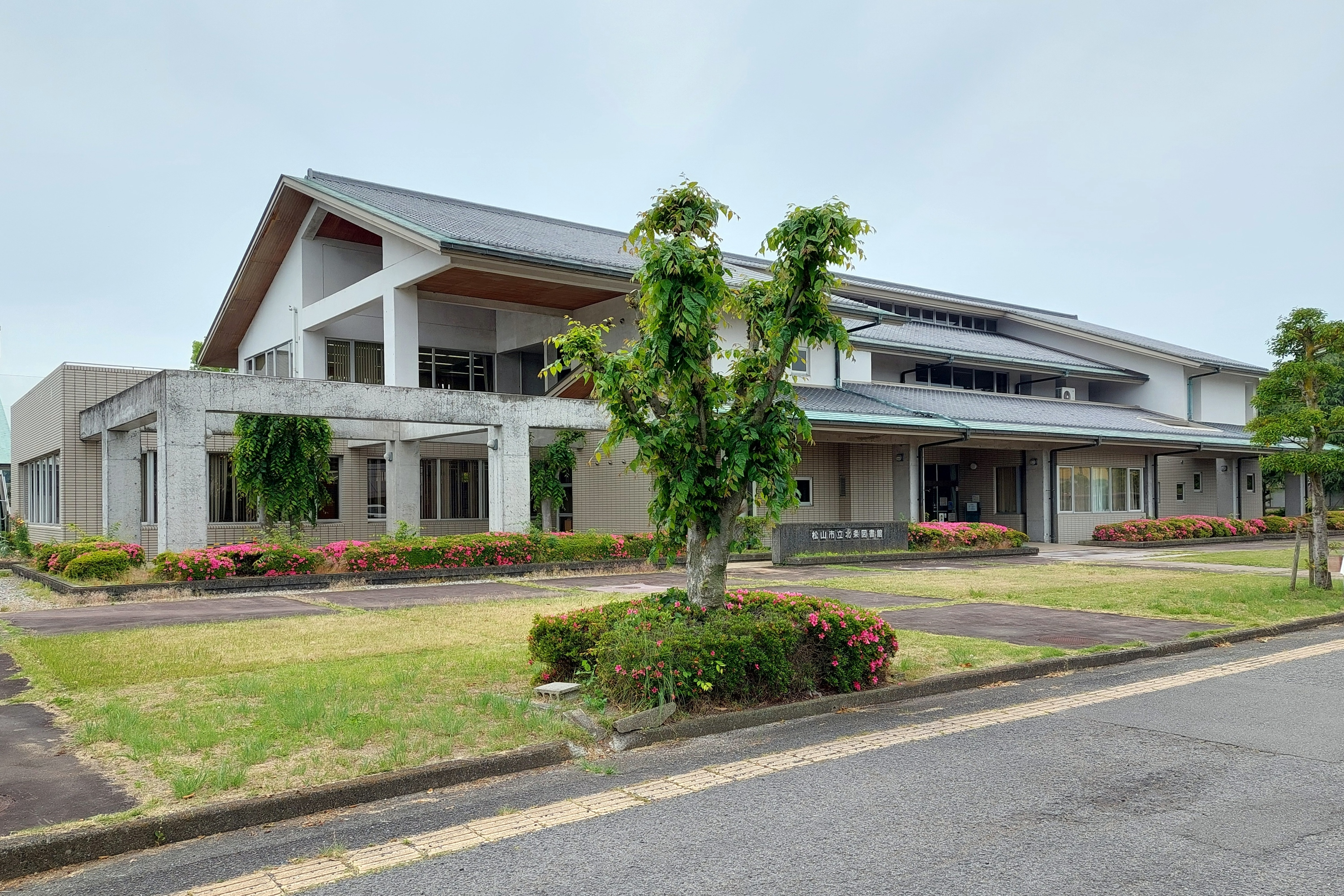
松山市立北条図書館

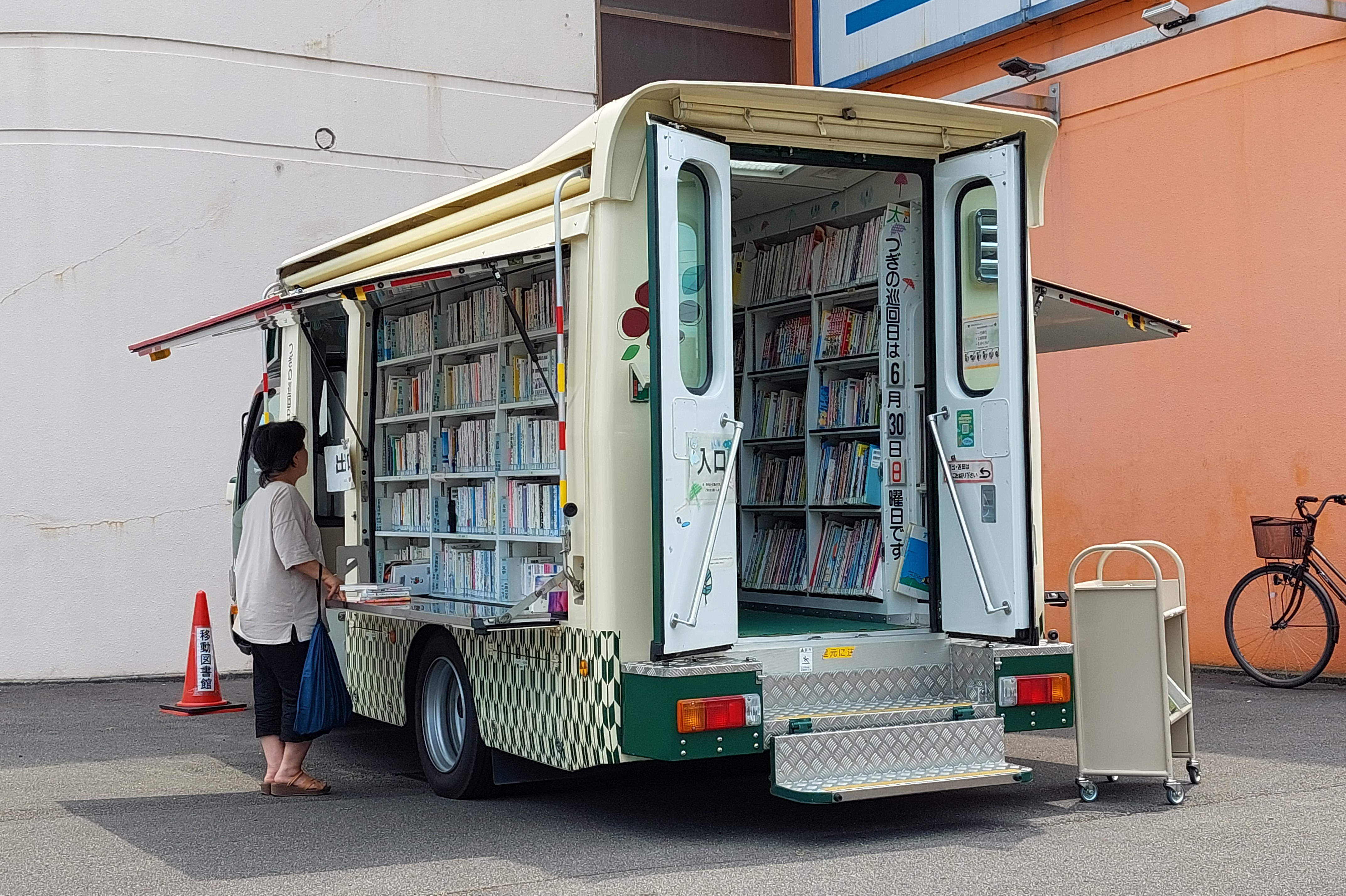
移動図書館つばき号

松山市には愛媛県立図書館があり、長らく松山市立図書館という建物は存在しなかった。1973年（昭和48年）11月、松山市は移動図書館「つばき1号」の巡回を開始した。

### 松山市立中央図書館
1980年（昭和55年）には松山市総合コミュニティセンターの中に松山市立の図書館を設置することが決定され、1987年（昭和62年）4月に松山市立中央図書館が開館した。松山市街地では初となる市立図書館である。一部業務を図書館流通センターに委託している。
愛媛県立図書館とJR松山駅南側の車両基地跡地に移転する案を協議することが2021年（令和3年）6月18日に明らかになった。
2024年（令和6年）11月25日に老朽化になり、大規模改修工事をするため設計に着手した。

### 松山市立三津浜図書館
1924年（大正13年）12月、温泉郡三津浜町に皇太子裕仁親王（後の昭和天皇）の成婚を記念した三津浜町立図書館として開館した。1940年（昭和15年）8月に三津浜町が松山市に編入されたことで、松山市立三津浜図書館に改称した。1994年（平成6年）4月、現在の場所に新館が開館した。

### 松山市立北条図書館
1988年（昭和63年）4月、北条市に北条市立図書館として開館した。2005年（平成17年）1月に北条市が松山市に編入されたことで、松山市立北条図書館に改称した。

### 松山市立中島図書館
2000年（平成12年）4月、温泉郡中島町に中島町立図書館として開館した。2005年（平成17年）1月に中島町が松山市に編入されたことで、松山市立中島図書館に改称した。松山市中島総合文化センター内にある。

### 移動図書館
1973年（昭和48年）に移動図書館車「つばき号」の運行を開始した。現在市内4台が巡回している。